# Draft da NBA de 1996
O Draft da NBA de 1996 foi realizado no dia 26 de junho de 1996, em East Ruherford, New Jersey. O draft começou às 7:30 pm Eastern Daylight Time (23:30 UTC) e foi transmitido nos Estados Unidos pela Turner Network Television. Neste draft, os times da National Basketball Association (NBA) selecionaram novatos da universidade nos Estados Unidos e outros jogadores elegíveis, incluindo jogadores internacionais. Esse draft foi marcado por selecionar jogadores que se tornariam lendas na liga como Allen Iverson, Ray Allen, Kobe Bryant, Steve Nash, entre outros.

## Ordem do Draft

### Primeira Rodada
|  | Jogadores que foram incluídos no Hall da Fama do Basquete                               |
|  | Jogadores que foram selecionados para pelo menos um NBA All-Star Game e um All-NBA Team |
|  | Jogadores que foram selecionados para pelo menos um NBA All-Star Game                   |
|  | Jogadores que foram pelo menos uma vez MVP da temporada da NBA                          |
|  | Jogadores que nunca atuaram em nenhuma partida sequer pela NBA                          |

| PG | Armador     |
| SG | Ala-armador |
| SF | Ala         |
| PF | Ala-pivô    |
| C  | Pivô        |

| Escolha | Nome                | Posição | Nacionalidade     | Time                                            | Universidade/Time    |
| ------- | ------------------- | ------- | ----------------- | ----------------------------------------------- | -------------------- |
| 1       | Allen Iverson       | PG/SG   | Estados Unidos    | Philadelphia 76ers                              | Georgetown           |
| 2       | Marcus Camby        | PF/C    | Estados Unidos    | Toronto Raptors                                 | Massachusetts        |
| 3       | Shareef Abdur-Rahim | PF/SF   | Estados Unidos    | Vancouver Grizzlies                             | California           |
| 4       | Stephon Marbury     | PG      | Estados Unidos    | Milwaukee Bucks (trocado para Minnesota)        | Georgia Tech         |
| 5       | Ray Allen           | SG      | Estados Unidos    | Minnesota Timberwolves (trocado para Milwaukee) | Connecticut          |
| 6       | Antoine Walker      | PF      | Estados Unidos    | Boston Celtics                                  | Kentucky             |
| 7       | Lorenzen Wright     | PF/C    | Estados Unidos    | Los Angeles Clippers                            | Memphis              |
| 8       | Kerry Kittles       | SG      | Estados Unidos    | New Jersey Nets                                 | Villanova            |
| 9       | Samaki Walker       | PF      | Estados Unidos    | Dallas Mavericks                                | Louisville           |
| 10      | Erick Dampier       | C       | Estados Unidos    | Indiana Pacers                                  | Mississippi State    |
| 11      | Todd Fuller         | C       | Estados Unidos    | Golden State Warriors                           | NC State             |
| 12      | Vitaly Potapenko    | C       | Ucrânia           | Cleveland Cavaliers                             | Wright State         |
| 13      | Kobe Bryant         | SG      | Estados Unidos    | Charlotte Hornets (trocado para Lakers)         | Lower Merion (HS)    |
| 14      | Predrag Stojaković  | SF      | Iugoslávia/Grécia | Sacramento Kings                                | PAOK BC              |
| 15      | Steve Nash          | PG      | Canadá            | Phoenix Suns                                    | Santa Clara          |
| 16      | Tony Delk           | PG/SG   | Estados Unidos    | Charlotte Hornets                               | Kentucky             |
| 17      | Jermaine O'Neal     | C/PF    | Estados Unidos    | Portland Trail Blazers                          | Eau Claire (HS)      |
| 18      | John Wallace        | SF      | Estados Unidos    | New York Knicks                                 | Syracuse             |
| 19      | Walter McCarty      | PF/SF   | Estados Unidos    | New York Knicks                                 | Kentucky             |
| 20      | Žydrūnas Ilgauskas  | C       | Lituânia          | Cleveland Cavaliers                             | Atletas Kaunas       |
| 21      | Dontae Jones        | SF      | Estados Unidos    | New York Knicks                                 | Mississippi State    |
| 22      | Roy Rogers          | PF      | Estados Unidos    | Vancouver Grizzlies                             | Alabama              |
| 23      | Efthimios Rentzias  | C       | Grécia            | Denver Nuggets                                  | PAOK BC              |
| 24      | Derek Fisher        | PG      | Estados Unidos    | Los Angeles Lakers                              | Arkansas-Little Rock |
| 25      | Martin Müürsepp     | PF/SF   | Estónia           | Utah Jazz (trocado para Miami)                  | Tallinna Kalev       |
| 26      | Jerome Williams     | PF      | Estados Unidos    | Detroit Pistons                                 | Georgetown           |
| 27      | Brian Evans         | PF      | Estados Unidos    | Orlando Magic                                   | Indiana              |
| 28      | Priest Lauderdale   | C       | Estados Unidos    | Atlanta Hawks                                   | Peristeri B.C.       |
| 29      | Travis Knight       | C       | Estados Unidos    | Chicago Bulls                                   | Connecticut          |
| 30      | Othella Harrington  | PF/C    | Estados Unidos    | Houston Rockets                                 | Georgetown           |

### Segunda rodada
| Escolha | Nome             | Posição | Nacionalidade  | Time                   | Universidade/Time        |
| ------- | ---------------- | ------- | -------------- | ---------------------- | ------------------------ |
| 31      | Mark Hendrickson | PF      | Estados Unidos | Philadelphia 76ers     | Washington State         |
| 32      | Ryan Minor       | PG      | Estados Unidos | Philadelphia 76ers     | Oklahoma                 |
| 33      | Moochie Norris   | PG      | Estados Unidos | Milwaukee Bucks        | West Florida             |
| 34      | Shawn Harvey     | SG      | Estados Unidos | Dallas Mavericks       | West Virginia State      |
| 35      | Joseph Blair     | PF/C    | Estados Unidos | Seattle SuperSonics    | Arizona                  |
| 36      | Doron Shefferr   | PG/SG   | Israel         | Los Angeles Clippers   | Connecticut              |
| 37      | Jeff McInnis     | PG      | Estados Unidos | Denver Nuggets         | Carolina do Norte        |
| 38      | Steve Hamer      | C       | Estados Unidos | Boston Celtics         | Tennessee                |
| 39      | Russ Millard     | PF      | Estados Unidos | Phoenix Suns           | Iowa                     |
| 40      | Marcus Mann      | PF      | Estados Unidos | Golden State Warriors  | Mississippi Valley State |
| 41      | Jason Sasser     | SF      | Estados Unidos | Sacramento Kings       | Texas Tech               |
| 42      | Randy Livingston | PG      | Estados Unidos | Houston Rockets        | LSU                      |
| 43      | Ben Davis        | PF      | Estados Unidos | Phoenix Suns           | Arizona                  |
| 44      | Malik Rose       | PF/SF   | Estados Unidos | Charlotte Hornets      | Drexel                   |
| 45      | Joe Vogel        | C       | Estados Unidos | Seattle SuperSonics    | Colorado State           |
| 46      | Marcus Brown     | SG/PG   | Estados Unidos | Portland Trail Blazers | Murray State             |
| 47      | Ron Riley        | SF      | Estados Unidos | Seattle SuperSonics    | Arizona State            |
| 48      | Jamie Feick      | C       | Estados Unidos | Philadelphia 76ers     | Michigan State           |
| 49      | Amal McCaskill   | PF/C    | Estados Unidos | Orlando Magic          | Marquette                |
| 50      | Terrell Bell     | PF      | Estados Unidos | Houston Rockets        | Geórgia                  |
| 51      | Chris Robinson   | SG      | Estados Unidos | Vancouver Grizzlies    | Western Kentucky         |
| 52      | Mark Pope        | PF      | Estados Unidos | Indiana Pacers         | Kentucky                 |
| 53      | Jeff Nordgaard   | SF      | Polónia        | Milwaukee Bucks        | Wisconsin–Green Bay      |
| 54      | Shandon Anderson | SF      | Estados Unidos | Utah Jazz              | Geórgia                  |
| 55      | Ronnie Henderson | SG      | Estados Unidos | Washington Bullets     | LSU                      |
| 56      | Reggie Geary     | PG      | Estados Unidos | Cleveland Cavaliers    | Arizona                  |
| 57      | Drew Barry       | SG      | Estados Unidos | Seattle SuperSonics    | Georgia Tech             |
| 58      | Ronnie Henderson | SG      | Estados Unidos | Dallas Mavericks       | Arkansas                 |

Fonte: «nbadraft.net». www.nbadraft.net